# ゲーム電卓
ゲーム電卓（ゲームでんたく）は、卓上電子計算機にコンピュータゲームの機能を盛り込んだ多機能化商品。1980年代の電子ゲーム流行の際に大手電卓メーカーなどから発売された。

## 概要
通常、電卓は7セグメントディスプレイの液晶などによる表示機能を持っているが、ゲーム電卓ではこの表示の画面を使ってゲームをさせるというものである。
はじめに同商品カテゴリを築いたのはカシオ計算機で、1980年に発売されたMG-880「デジタルインベーダー」という商品で、これは垂直軸を座標値でのみ表示するインベーダーゲームのようなものだった（後述）。
初期のものではボードゲームにある海戦ゲームのように、数字の表示を仮想的な座標に置き換えたものが主であったが、後に電子ゲームと同じようにゲーム表示用の専用セグメント（表示枠）を備えた製品も登場し、このブームに乗じて同じ電卓メーカーのシャープも参入したが、電卓の基本機能も載せていることから、当時急速に低価格化の進んだ電卓の中にあっては、やや高価な部類であった。
これらの電卓は、音を出す電卓や、時計機能を備えた電卓など、多機能化の一環でさまざまな電卓の方向性が模索された時代でもあったため、その一過性のブームに乗って販売されていたが、電子ゲームほどには明確なユーザー層が存在していなかった事情もあり、あまり多くの種類が発売されないまま、1980年代後半には一旦、姿を消している。
しかしカシオ計算機は1990年代にもゲームボーイなどの携帯ゲーム機人気に目をつけ、再びこれに類するものを発売したが、やはり明確な市場を築けなかった。その後では変り種電卓として細々と命運を繋ぐ一方、占い機能などを搭載した電卓も見られ、これらは稀にコミュニケーションツールとして愛用する向きも見られた。
消費市場全体で、シンプルな往年のヒット商品が再評価される傾向を受けて、カシオ計算機は2018年3月、シューティングゲームを楽しめる復刻版として「ゲーム電卓SL-880」を発売した。
近年では、パソコンやPDA上でゲーム機能を再現するソフトウェアも各方面から発表されている。

## 商品化された主なゲーム内容

### カシオ計算機

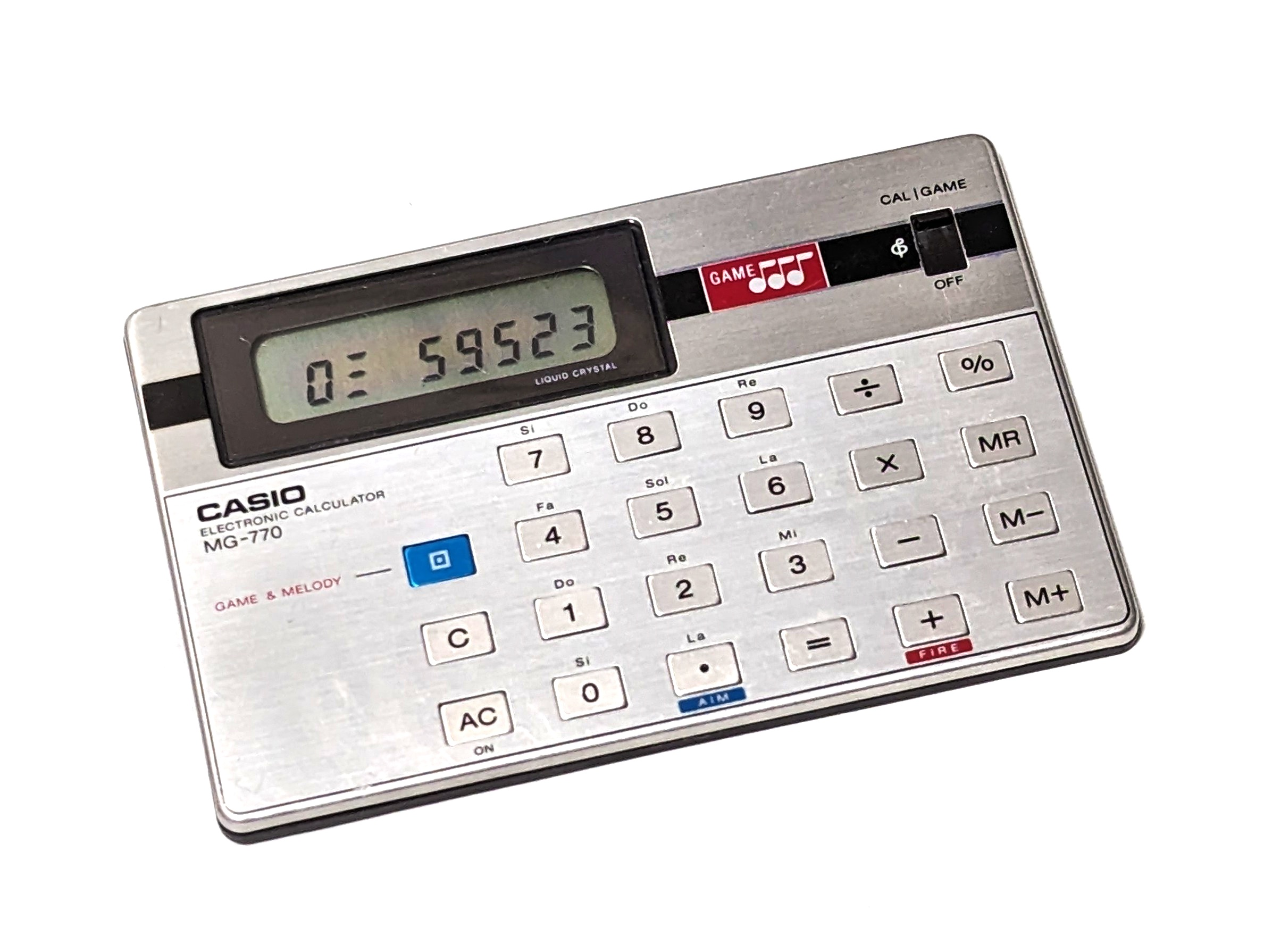
CASIO MG-770

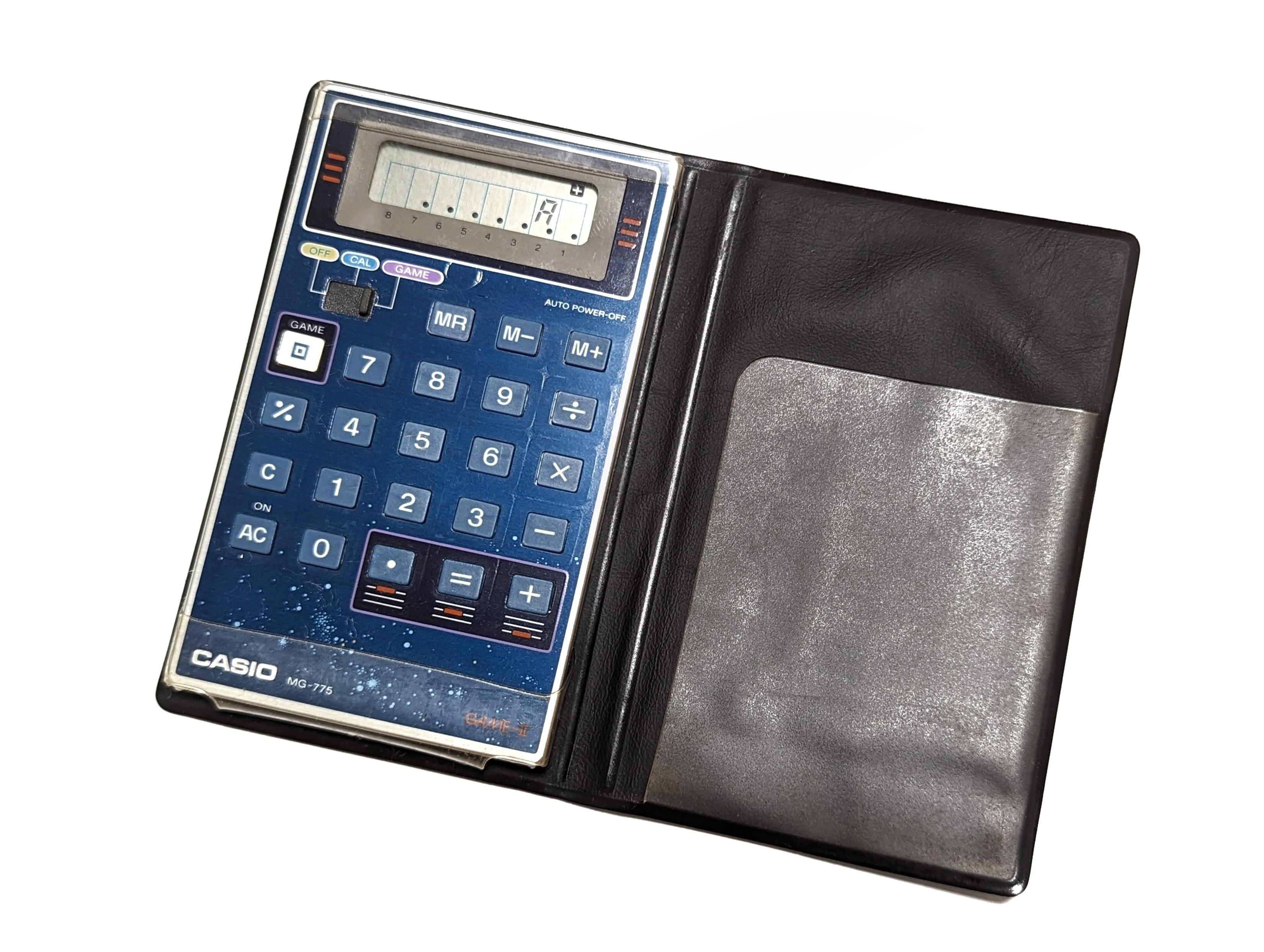
CASIO MG-775

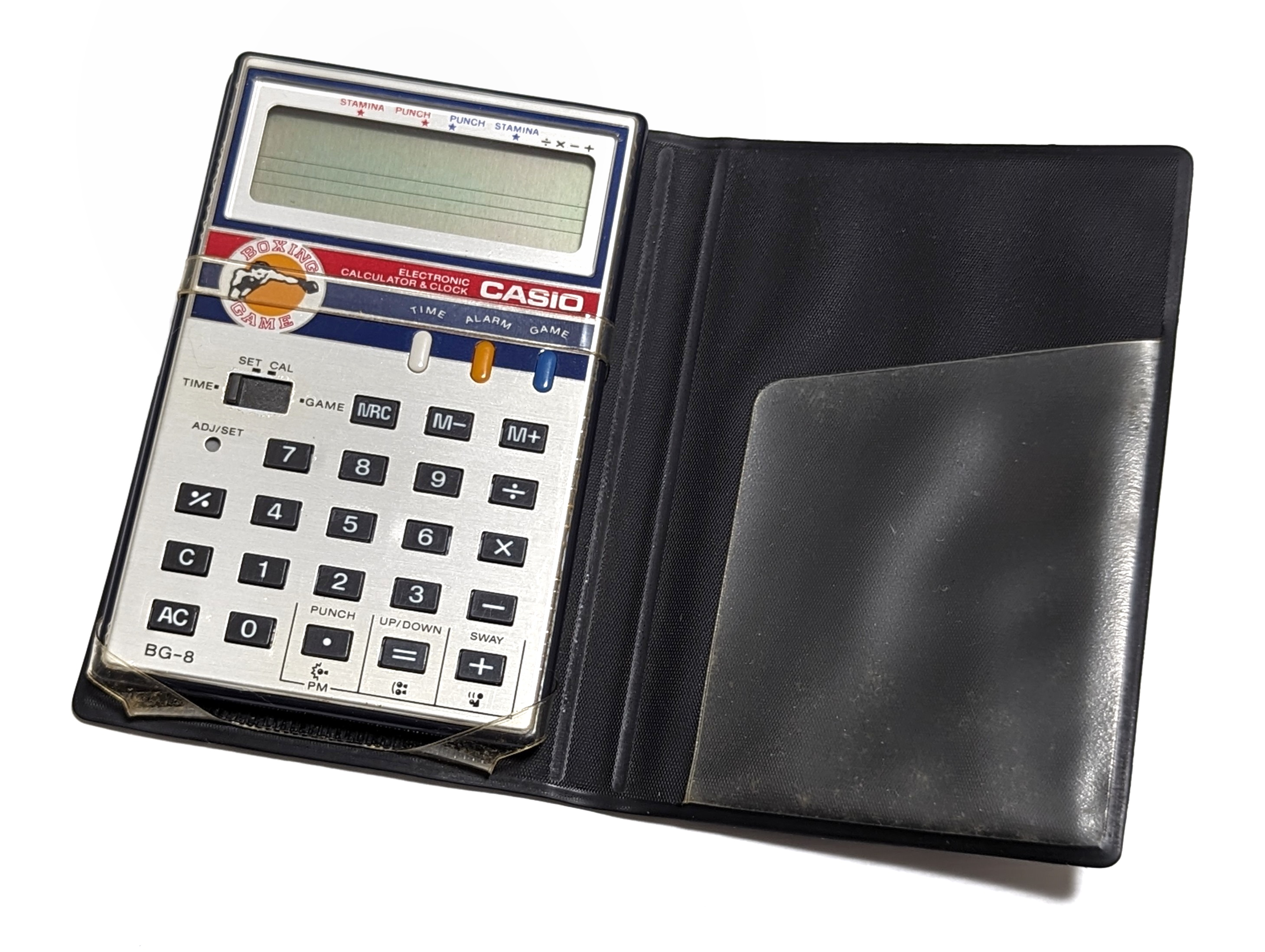
CASIO BG-8

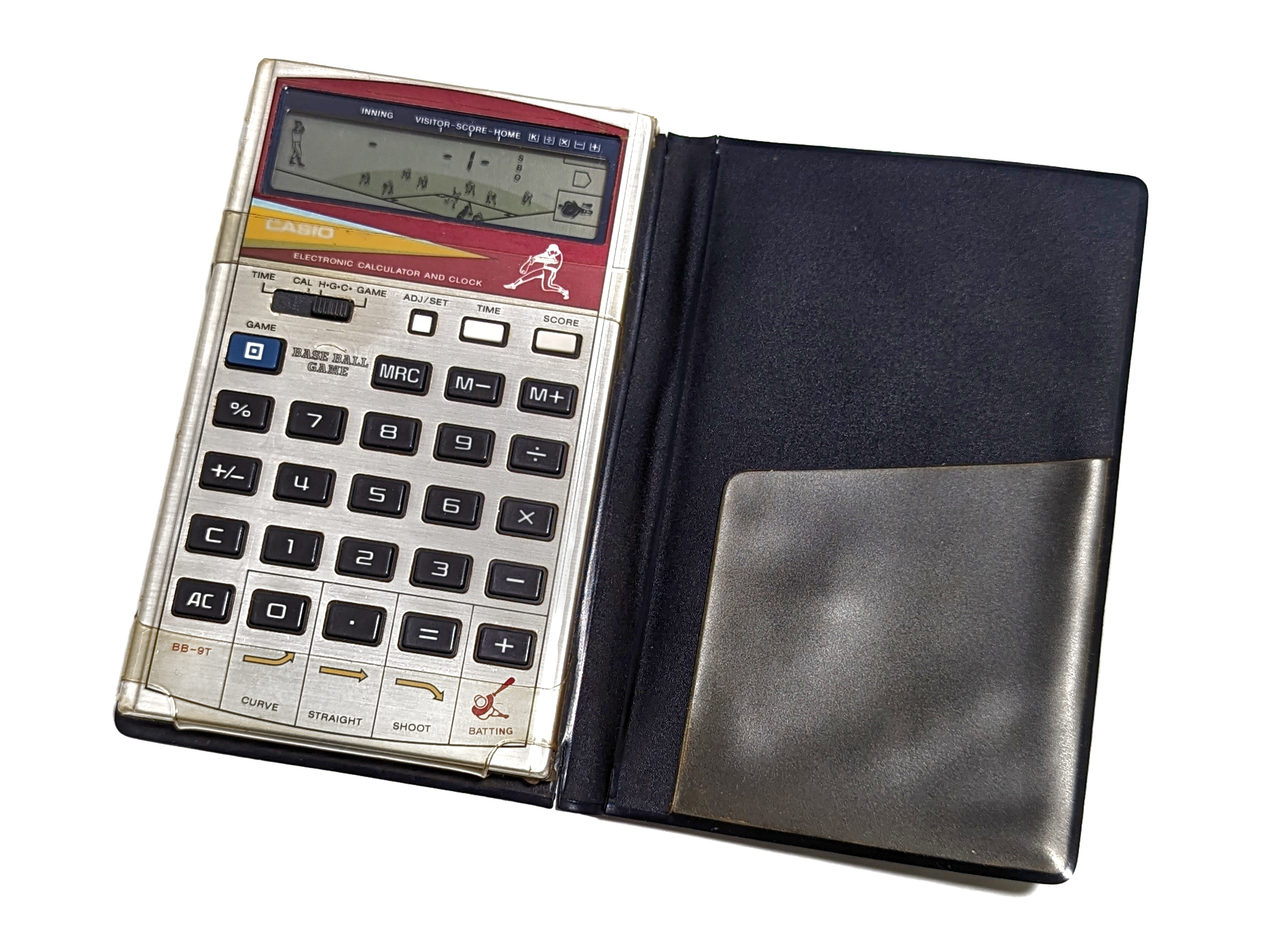
CASIO BB-9T

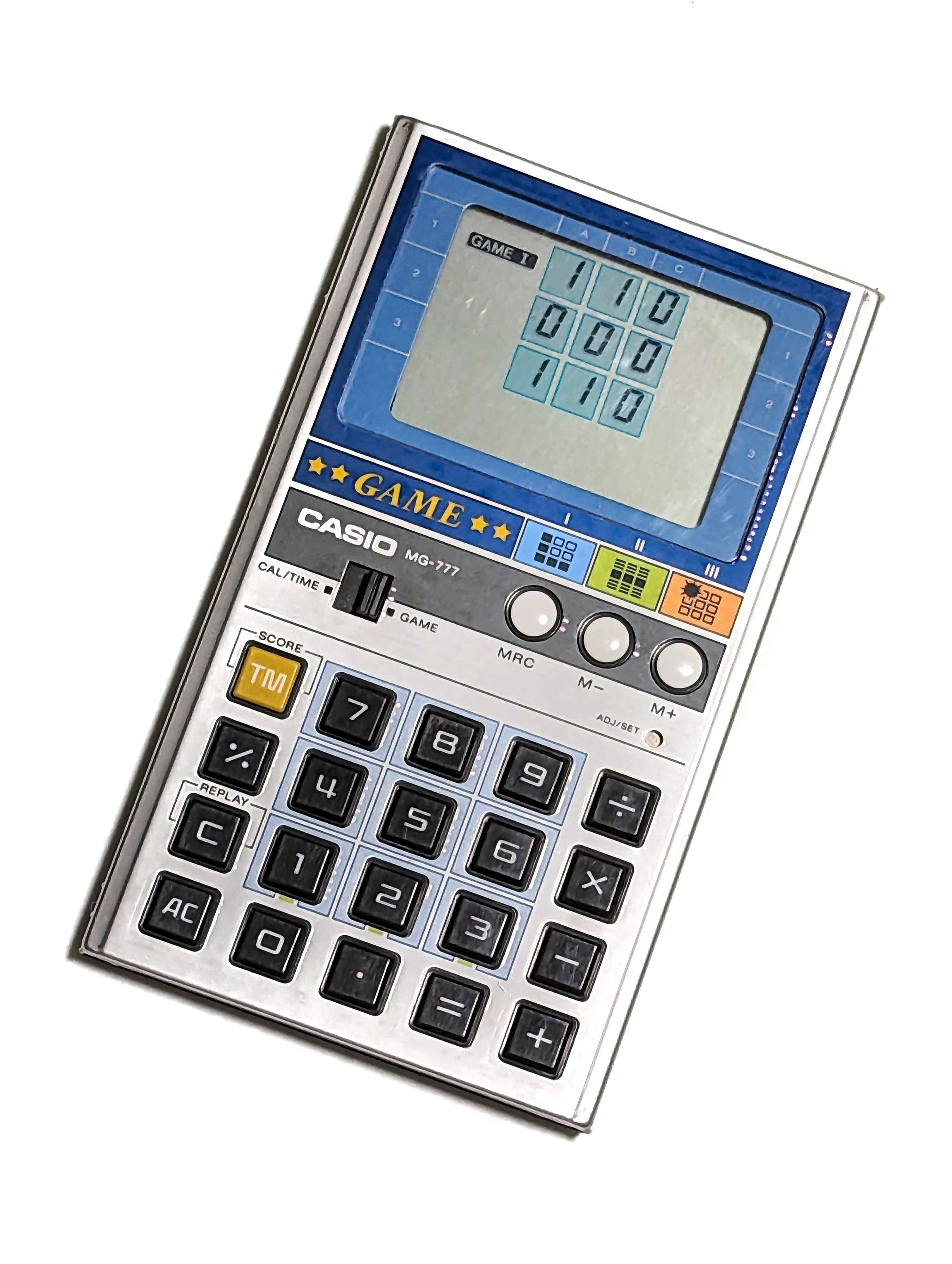
CASIO MG-777

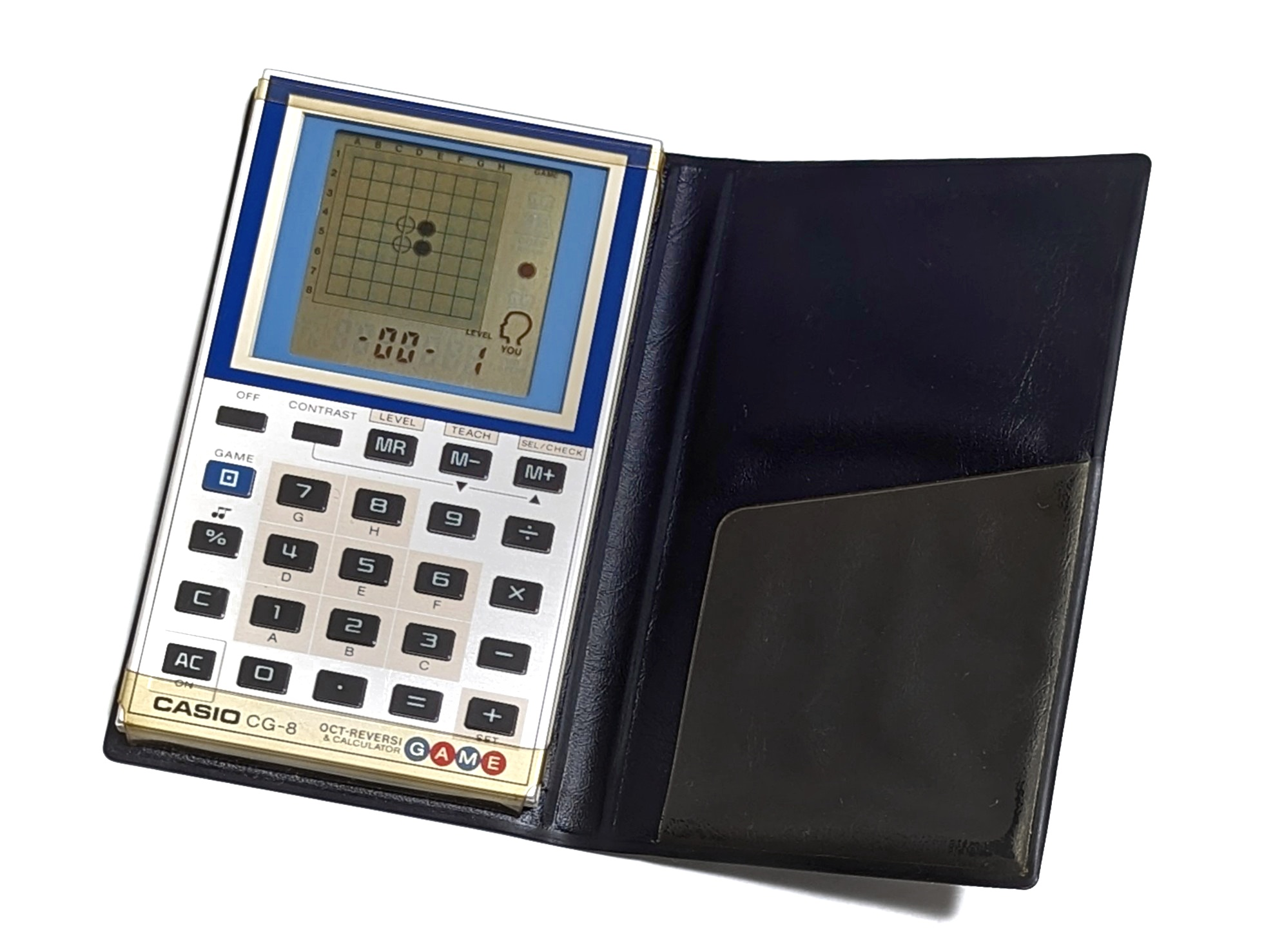
CASIO CG-8

ディジタルインベーダー（MG-880）1980年8月発売
数字で表された敵インベーダー（数字インベーダー）にあわせてプレーヤーが照準ボタンで砲台の数値を増加させ、発射ボタンでその数値の数字インベーダーを撃破する…といったもの。ゼロ以外の数字インベーダーを撃破した際に撃破した数字の合計が10の倍数になっていればの形をしたUFOが出現した。これを撃破すると高い点が入るため、暗算力がものをいうゲームでもあった。数字インベーダーの桁が砲台のある左端に届いてしまうと攻撃されたことになり、砲台の表示が  →  →  と減っていく。1つの面内で、3つ全ての砲台が無くなるか、残弾（画面には表示されない）を撃ち尽くすとゲームオーバーとなる。数字インベーダーを全滅させると、砲台と弾数が全回復し、次の面に進む。
手帳タイプだけでなく、カードタイプのMG-770、小型タイプのMG-890も同時に発売されていた。
2018年3月、SL-880としてリニューアル再販される。
エイトアタック（MG-885）1981年発売
初代に続き、7セグ表示を活用したもの。フィールド上には小数点「.」が敷き詰められており、横棒が1か所だけ抜けた不完全な8の字（、、のいずれか）が左右に動き回る。プレイヤーはボタン操作で該当位置（、、）の横棒（ミサイル）を飛ばし、これを完全なの形に補完するシューティングゲーム。「8の字」の形成に成功するとその位置の小数点が消え、新たに「不完全な8の字」が動き出す。画面上の全ての小数点を消すと面クリアとなる。小数点のある位置で撃ち落としたほうが高得点である。
手帳タイプだけでなく、カードタイプのMG-775も販売されていた。
ボクシング（BG-15）1981年10月発売
このゲームからゲーム専用の液晶パターンが用意されるようになり、普通の電子ゲームのようになった。CMキャラクターは篠沢秀夫が務めた。
リング上で向かい合った2人のボクサーが描かれており、プレイヤーキャラクターは右側。パンチで攻撃するほか、スウェイバック（後ろに下がる）で相手のパンチを避けたりできる。グラブにはアップとダウンの位置があり、グラブでガードすることもできる。7セグには両者のスタミナとパンチ力が数値で表示される。相手のダウン後、カウント10でK.O.勝ちとなる。得点も入るが、K.O.した人数を競うこともできる。
手帳タイプだけでなく、カードタイプのBG-8、アニメーションタイプのBG-20電卓機能なしも同時に発売されていた。
時計、アラーム内蔵。
ベースボール（BB-9）1982年9月発売
7セグ表示の下にダイヤモンド、左右に打者（バット）と投手が描かれた野球ゲーム。投球したボールの一部が7セグの横棒を使って表現されている。CMキャラクターは野村克也と村山実が務めた。
占い（FT-7）1981年7月発売
統計理論によるバイオリズムの観点から相性と運勢が占える。占える内容は4つのテーマが用意されている。
スロットマシン、モグラ叩き（MG-777）1981年12月発売
当時流行っていたルービックキューブの電卓化。ALL SAME, STOP THE SEVEN, HIT AND HITの3種類のゲームが内蔵されていた。時計、アラーム内蔵。
パチンコ（PG-200）1982年発売
電卓機能を備えたパチンコゲーム。
インターバルアタック、シフトパズル、ラッキーダイス（MG-888）1982年発売
3種類のゲームが選択可。カードタイプのMG-333もある。
オクトリバーシ（CG-8）1984年発売
タッチパネル、計算機能なしのCG-88もある。
囲碁（TG-2）1984年12月発売
囲碁と言っても詰碁のゲームである。最善手のチェックなどが可能。